# Дрю, Чарльз Ричард
Чарльз Ри́чард Дрю (англ. Charles Richard Drew; 1904—1950) — американский доктор, хирург и медицинский исследователь. Областью его исследований было переливание крови и совершенствование методов её хранения. Его работы позволили сохранить тысячи жизней солдат войск союзников во Второй мировой войне.
Уроженец Вашингтона. Имея диплом известного Амхерстского колледжа, окончил также два университета: Макгилла в Монреале и Колумбийский университет, где ему была присуждена докторская степень. Фактически он был основателем первых в мире банков крови, пригодной для переливания. И именно его программа работала в военных госпиталях США и Великобритании во время Второй мировой войны. Чарльз Ричард убедил правительство своей страны не отказываться от чернокожих доноров, но в 1942 году покинул ответственный пост координатора всех работ по переливанию. Это был протест, потому что власти, формально переставшие брезговать чернокожими донорами, тем не менее распорядились хранить кровь белых и чернокожих отдельно друг от друга.
После войны он успел поработать хирургом в госпитале Фридмана.
Чарльз Дрю погиб 1 апреля 1950 года в возрасте 45 лет в результате автомобильной катастрофы.